# میهای لانتوش
میهای لانتوش (مجاری: Lantos Mihály؛ ۲۹ سپتامبر ۱۹۲۸ – ۳۱ دسامبر ۱۹۸۹) بازیکن و مربی فوتبال اهل مجارستان بود. او در تیم ملی فوتبال مجارستان و تیم طلایی به همراه فرنتس پوشکاش مقام قهرمانی فوتبال در بازی‌های المپیک تابستانی ۱۹۵۲ و نایب قهرمانی جام جهانی فوتبال ۱۹۵۴ دست پیدا کرده‌است.